# Henk Kuijpers
Henk Kuijpers (Haarlem (Países Bajos), 10 de diciembre de 1946), es un historietista neerlandés, conocido sobre todo por la saga de aventuras Franka , protagonizada por una joven y atractiva detective que resuelve misterios en lugares exóticos.
El estilo gráfico de Kuijpers, meticuloso y lleno de detalles, se ha identificado con la línea clara franco-belga.

## Premios
En 1990 recibió el premio Stripschap.